# Chega de Saudade/Bim Bom
Pour les articles homonymes, voir Chega de Saudade.
 (mai 2015).
Si vous disposez d'ouvrages ou d'articles de référence ou si vous connaissez des sites web de qualité traitant du thème abordé ici, merci de compléter l'article en donnant les références utiles à sa vérifiabilité et en les liant à la section « Notes et références ».
Albums de João Gilberto
Quando ela sai/Meia luz
(1952) Desafinado/Hô-bá-lá-lá
(1958)
Chega de Saudade/Bim Bom est le second 78 tours de João Gilberto, et le premier enregistré par l'artiste pour le label discographique Odeon en 1958. Ce disque de deux titres est couramment classé parmi les plus importants de la musique brésilienne et du jazz, tant au Brésil qu'à l'international. Il contient une composition de João Gilberto, Bim Bom, ainsi que Chega de Saudade, sa première interprétation d'une chanson d'Antônio Carlos Jobim (et du poète Vinícius de Moraes). Les deux seront intégrées au premier 33 tours de João Gilberto l'année suivante (1959).

## Développement
Début 1958, le jeune guitariste João Gilberto participe à l'enregistrement de la chanson Chega de Saudade pour deux albums consécutifs : celui d'Elizeth Cardoso, puis celui du groupe Os Cariocas. Son talent instrumental est tout de suite remarqué mais sa voix ne convainc pas le directeur artistique de la plus grande maison de disques de Rio de Janeiro, Aloysio de Oliveira : il trouve cette voix trop frêle et en décalage avec les standards de l'époque. Il craint un échec commercial. Après maintes tentatives de persuasion, il finit par concéder à João Gilberto l'enregistrement d'un 78 tours de deux titres. João Gilberto réinterprétera la chanson Chega de saudade dans son dernier album en studio en 1999.
À la suite de nombreuses difficultés musicales et techniques, le disque Chega de saudade/Bim Bom sort le 10 juillet 1958. Le succès est immédiat : l'artiste devient en quelques mois l'égérie de la jeunesse de Rio de Janeiro, puis de São Paulo et, enfin, de tout le Brésil. Son jeu de guitare-voix totalement novateur conquiert rapidement le public brésilien. Cependant la légende veut que l'un des cadres de la maison de disques ait brisé ce disque en raison de son indignation après avoir entendu sa voix douce et susurrante.

## Liste des pistes
| N° | Titre            | Auteurs                                  | Durée |
| -- | ---------------- | ---------------------------------------- | ----- |
| A  | Chega de saudade | Antônio Carlos Jobim, Vinícius de Moraes | 2:01  |
| B  | Bim Bom          | João Gilberto                            | 1:16  |